# Saint-Julien (Terre-Neuve)
Pour les articles homonymes, voir Saint-Julien.
Saint-Julien est une localité, située sur l'Île de Terre-Neuve, dans la province de Terre-Neuve-et-Labrador, au Canada.

## Géographie
La localité de Saint-Julien est située face à l'île Saint-Julien, sur la côte orientale de la péninsule d'Avalon au Nord de l'île de Terre-Neuve et juste au sud-ouest de Grandois et des îles Fichot. 

## Histoire
Le navigateur Jacques Cartier longea et reconnu cette côte en 1534.
Le 10 août 1744, le corsaire John Rous, devenu officier britannique, attaque avec trois navires, les bateaux français autour des îles Fichot. Les combats durent plus de 5 heures. Les Français ont tué 11 membres des équipages britanniques et blessé plus de 30 marins. John Rous a estimé que les pertes françaises étaient le double de ce nombre et capturé 70 marins. Néanmoins en raison d'une forte résistance française, John Rous s'éloigne de la région tout en attaquant les bateaux de pêche français et les comptoirs français de Grandois et de Saint-Julien, le long de la côte de la péninsule d'Avalon jusqu'à l'île Quirpon. 
L'année suivante, en août 1745, pendant que se déroule le siège de Louisbourg en Acadie, les Amérindiens Micmacs, alliés des Français, venus de l'Ile Royale en Acadie, attaquèrent divers avant-postes britanniques à Terre-Neuve. Ils attaquèrent plusieurs maisons britanniques et capturèrent 23 prisonniers britanniques. Au printemps suivant, en 1746, les Micmacs emmenèrent, depuis Québec, 12 des prisonniers à un point de rendez-vous près de St. John's. Les prisonniers britanniques ont réussi à tuer leurs ravisseurs Micmacs sur le site de rendez-vous près de St. John. Deux jours plus tard, un autre groupe de Micmacs emmenèrent à leur suite, les 11 prisonniers britanniques restants au même point de rendez-vous. Découvrant le sort de leurs frères Amérindiens, ils tuèrent les 11 prisonniers britanniques restants.

## Municipalités limitrophes